# Mendidius aculeatus
Mendidius aculeatus är en skalbaggsart som beskrevs av Robinson 1940. Mendidius aculeatus ingår i släktet Mendidius och familjen Aphodiidae. Inga underarter finns listade i Catalogue of Life.